# 후쿠요시촌
후쿠요시촌(福吉村)은 일본 후쿠오카현 이토시마군에 설치되었던 촌이다. 현재의 이토시마시의 일부에 해당한다.